# قصر نجارستان
قصر نجارستان (بالفارسية : کاخ نگارستان) أو حديقة نجارستان (بالفارسية: باغ نگارستان) هو مبنى تاريخي في طهران، في إيران. بُني مقرَّ إقامة صيفي بأمر من فتح علي شاه قاجار في عام 1807 م.

## التاريخ
بعد وفاة فتح علي شاه، أُقيم حفل تتويج محمد شاه قاجار في قصر نجارستان. وهذا هو المكان الذي قُتل فيه القائم مقام الفراهاني بأمر محمد شاه. لفترة من الزمن، اُستُخدم مدرسةً للزراعة، ومدرسة للفنون الجميلة، كما كان بمثابة مقر لوزارة العدل.
يكتب جان باتيست فيوفرييه، الطبيب الشخصي لناصر الدين شاه قاجار، عن كيفية ذبح الجمل في عيد الأضحى في نجارستان كل عام.

## معرض الصور

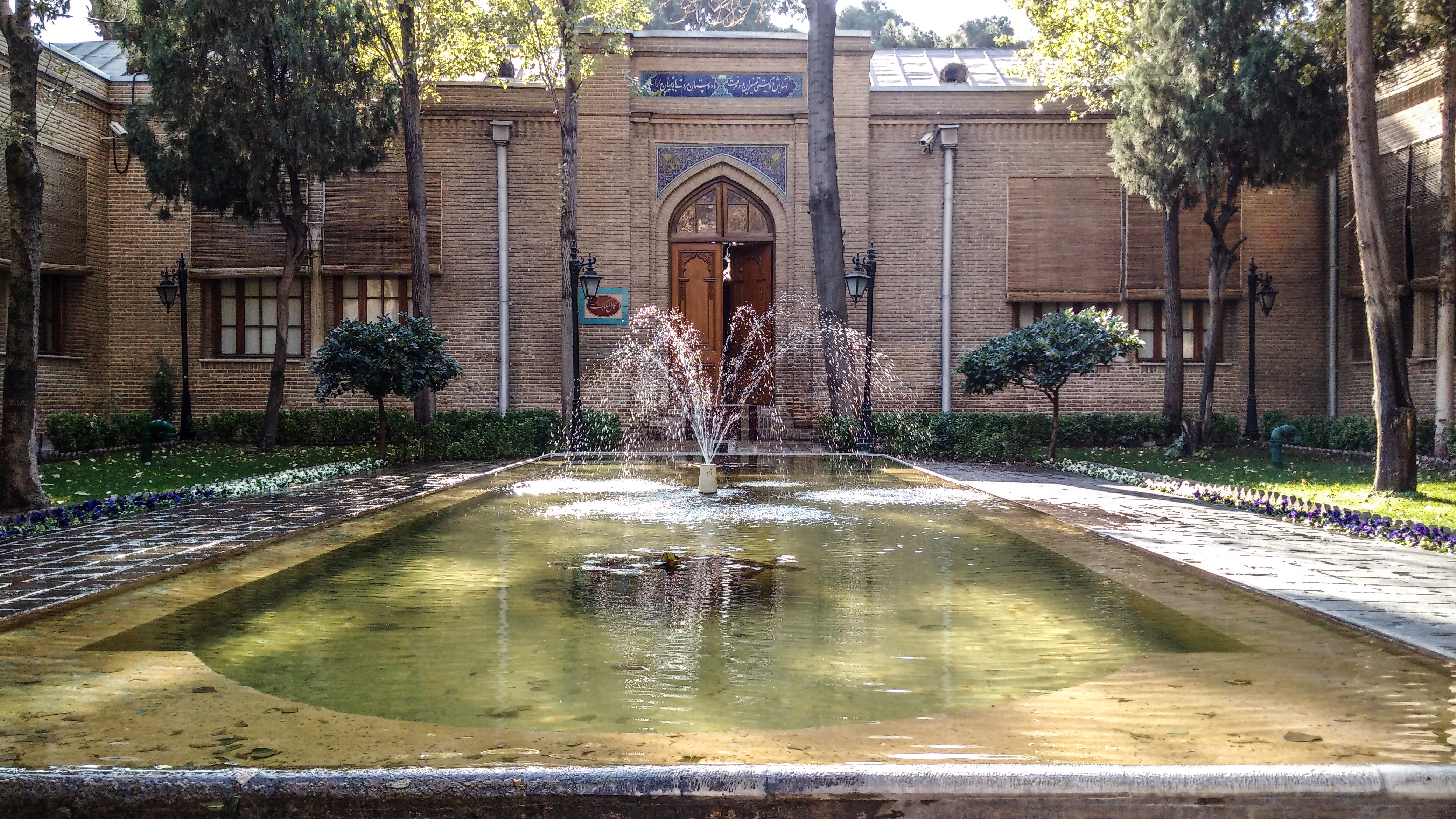
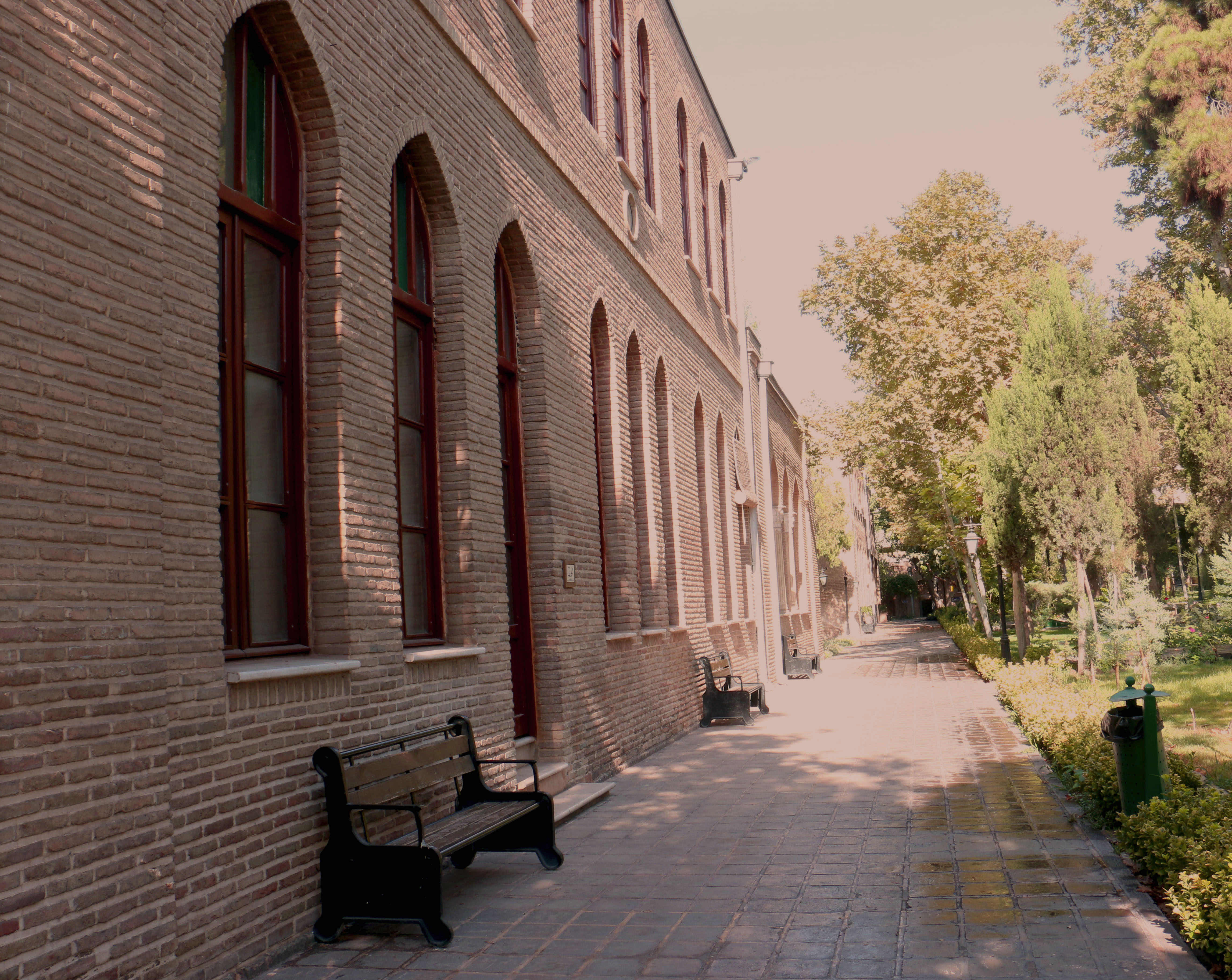
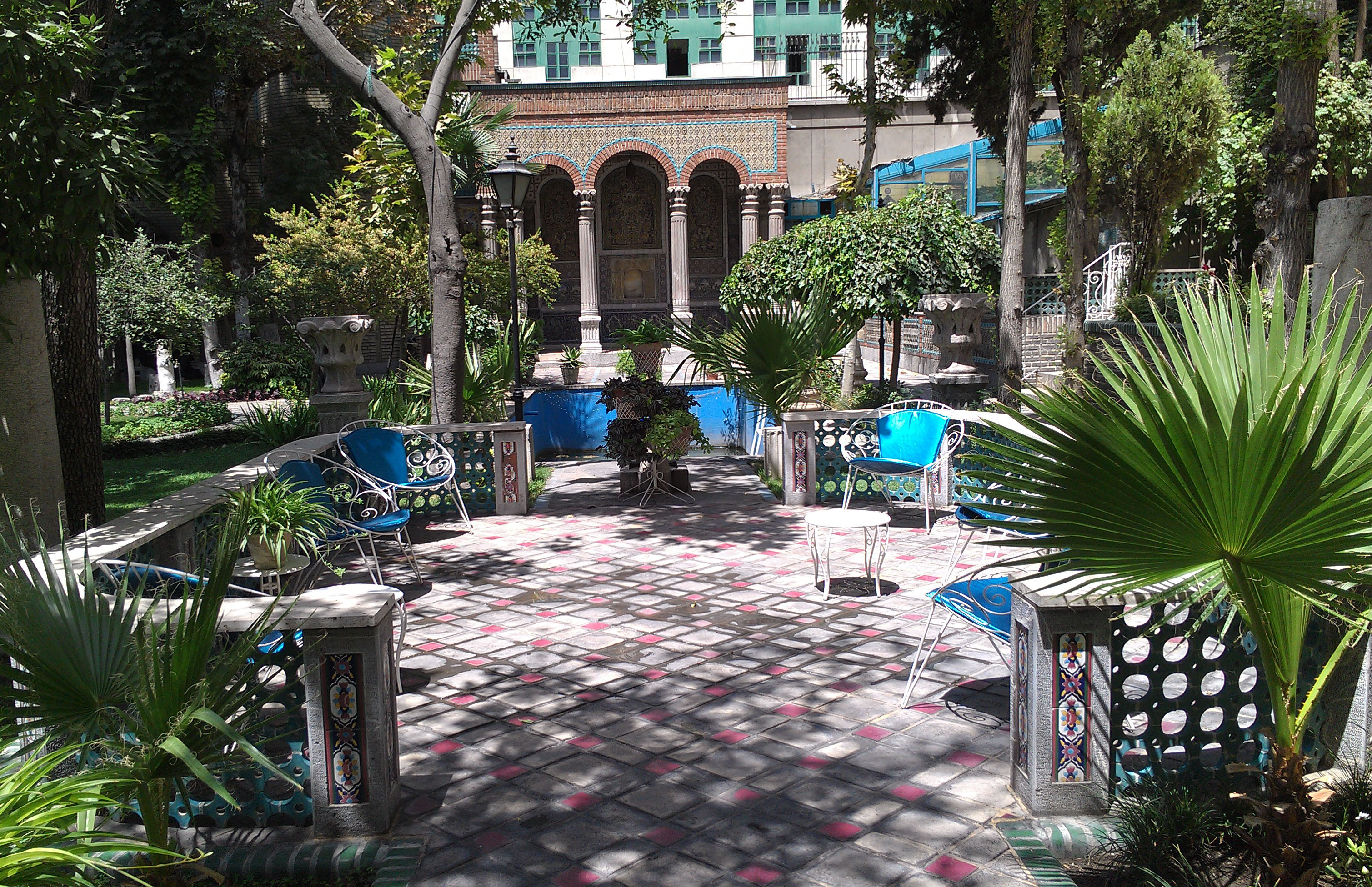
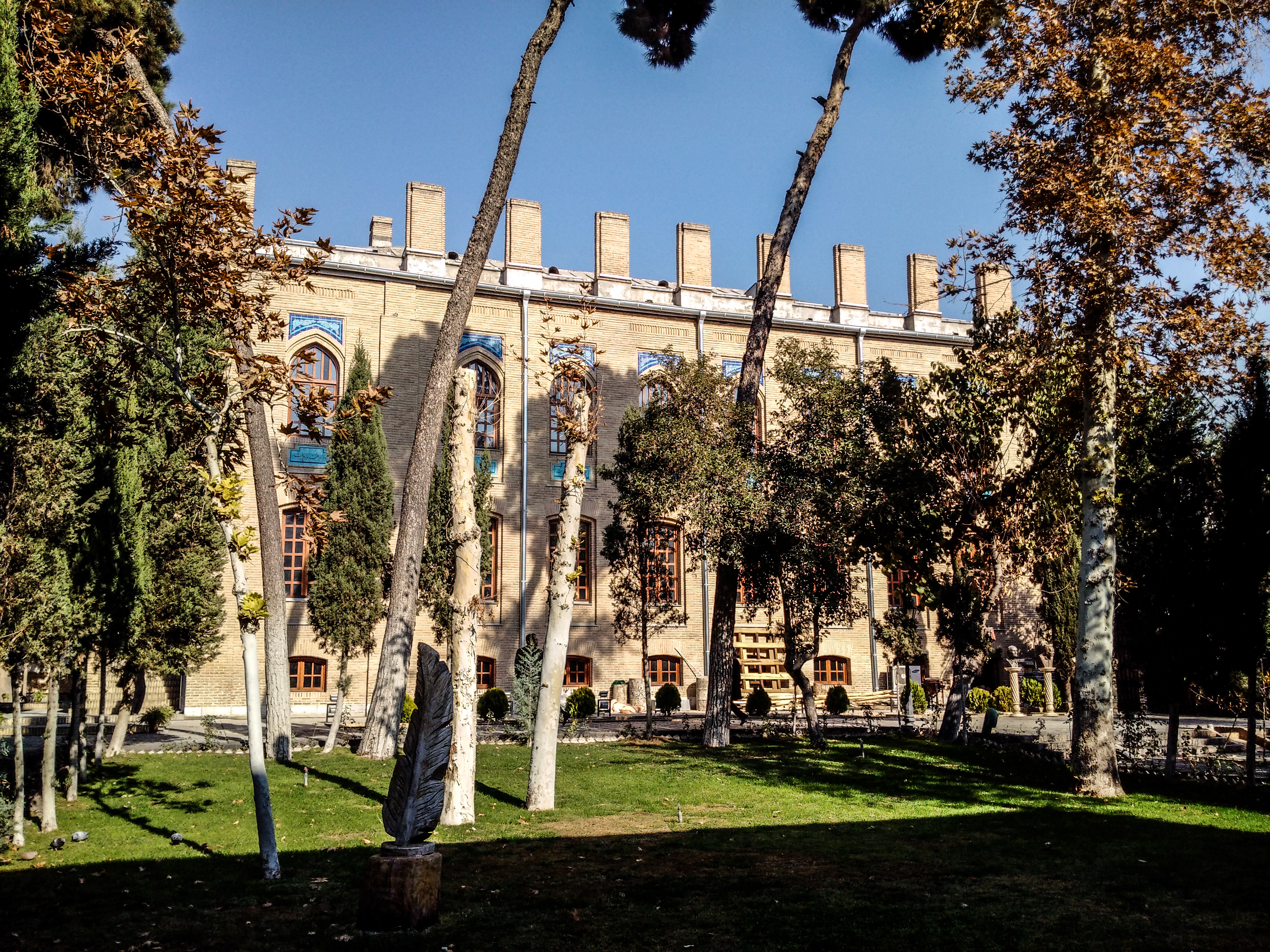
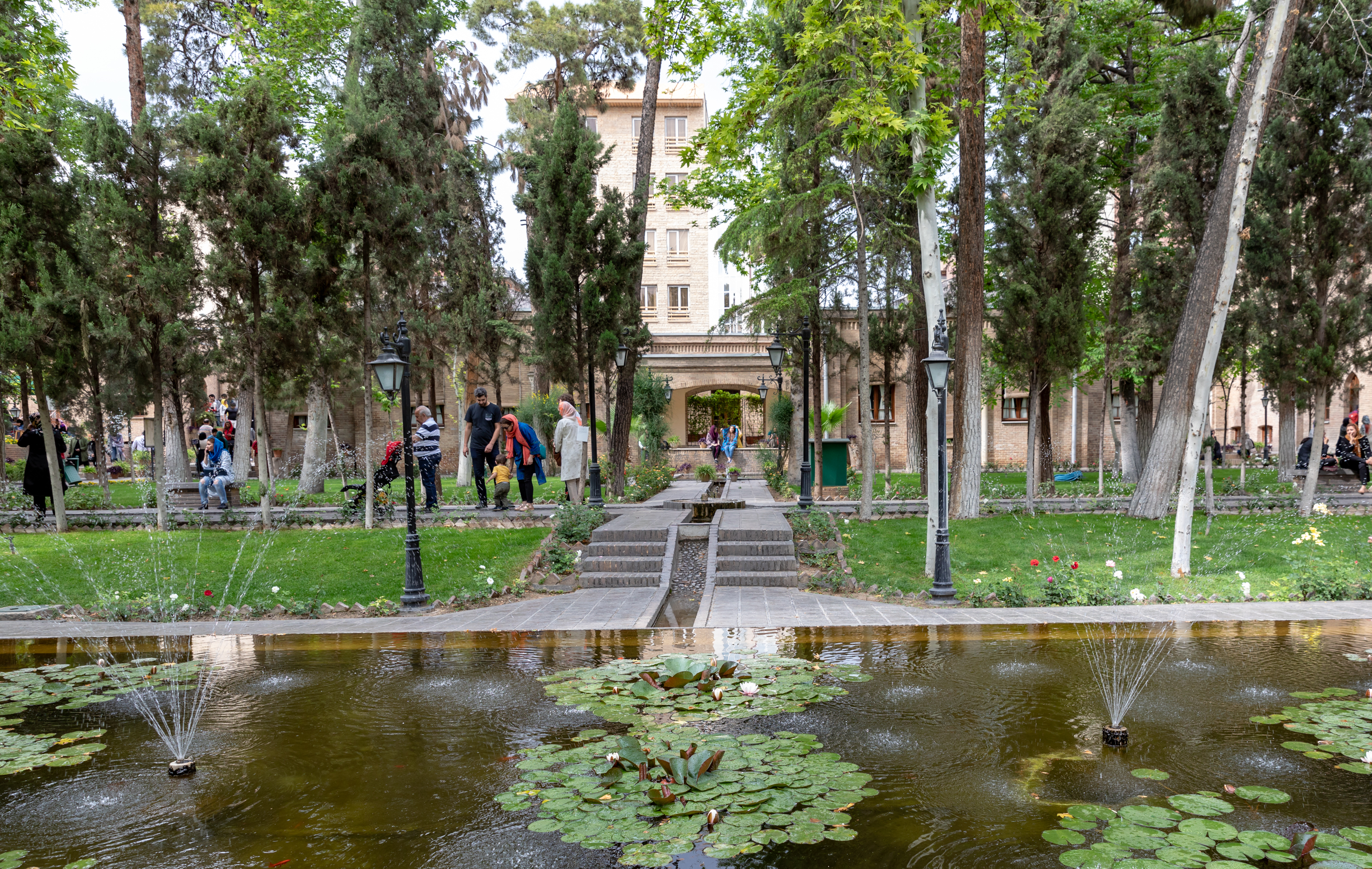
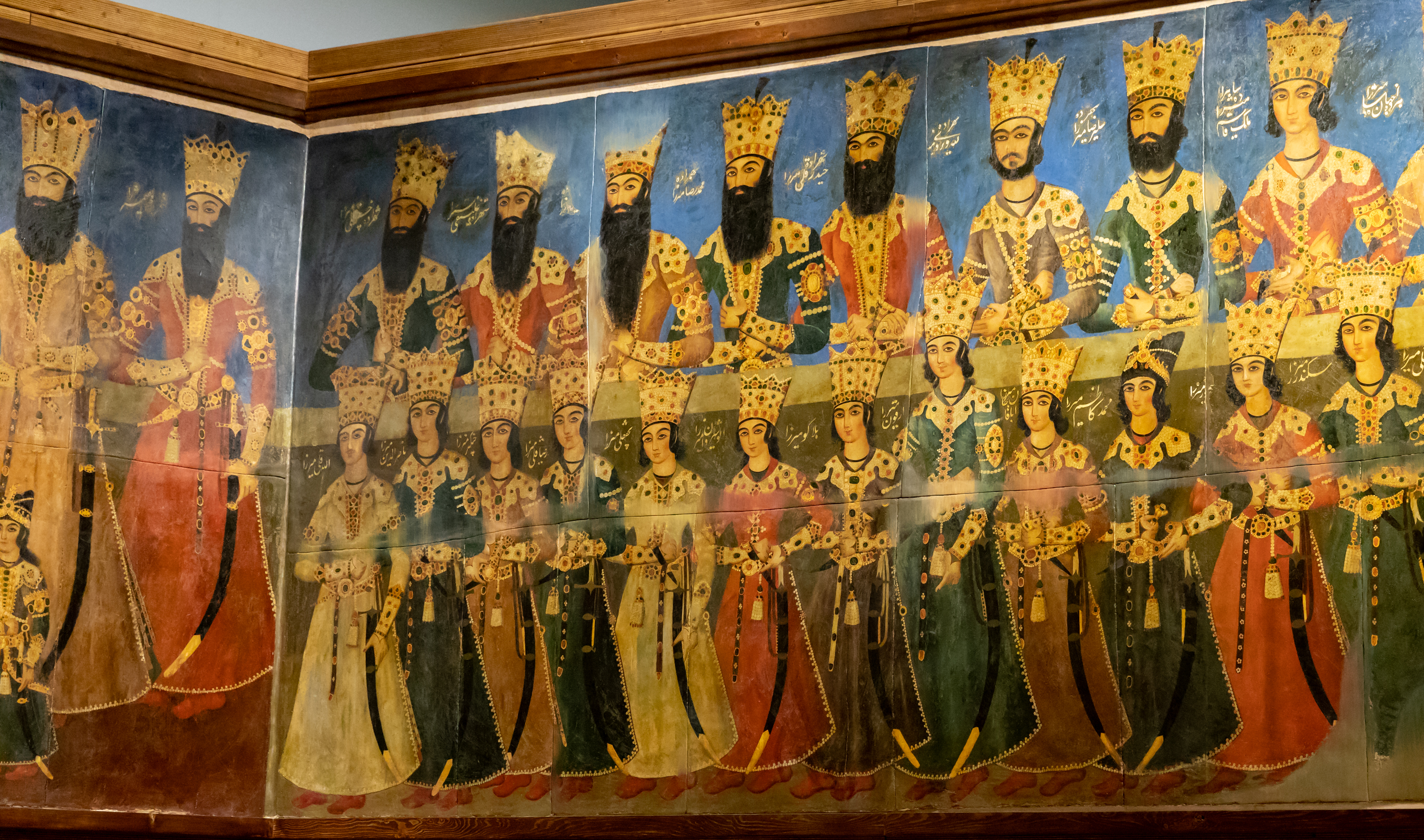
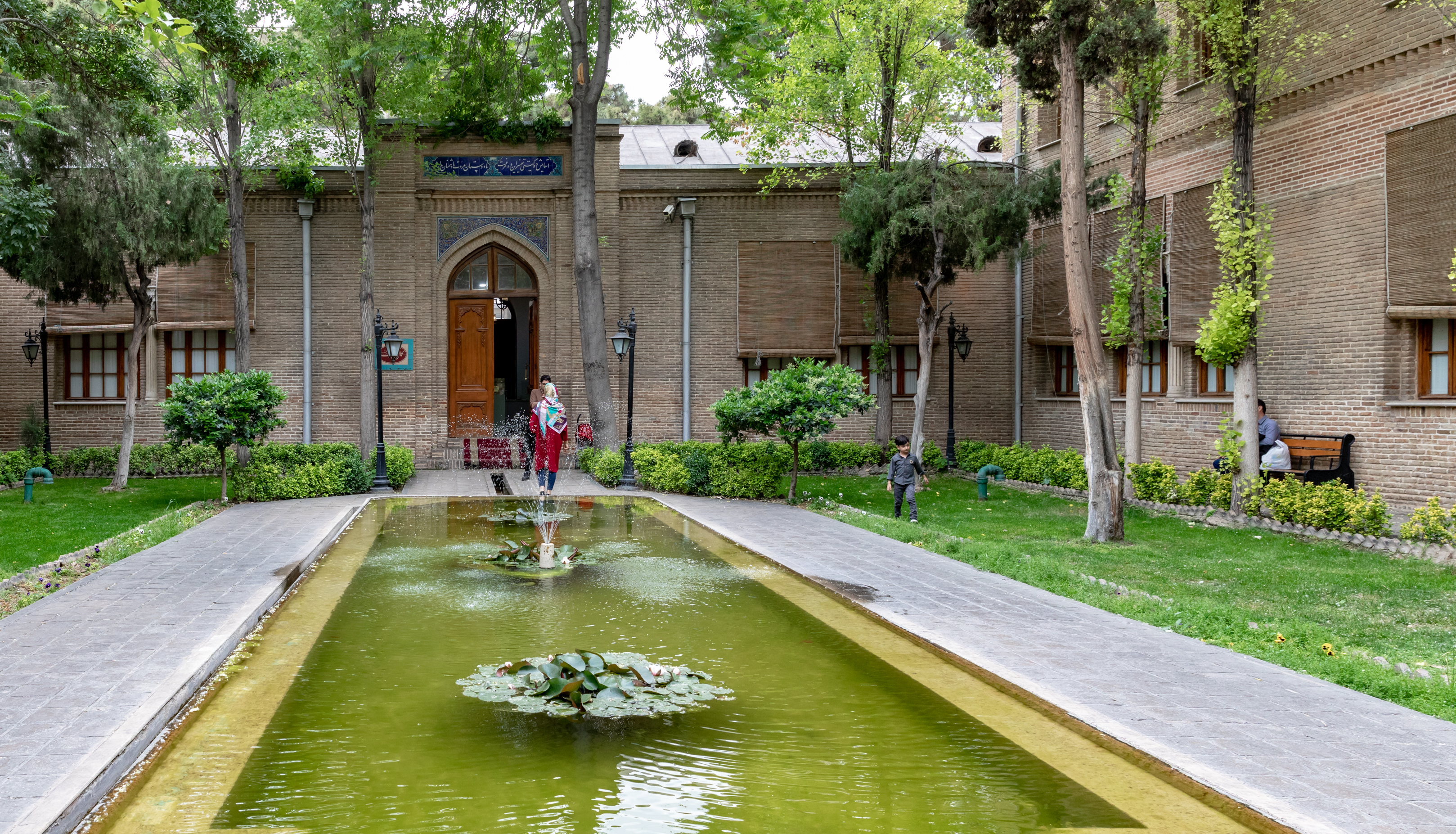
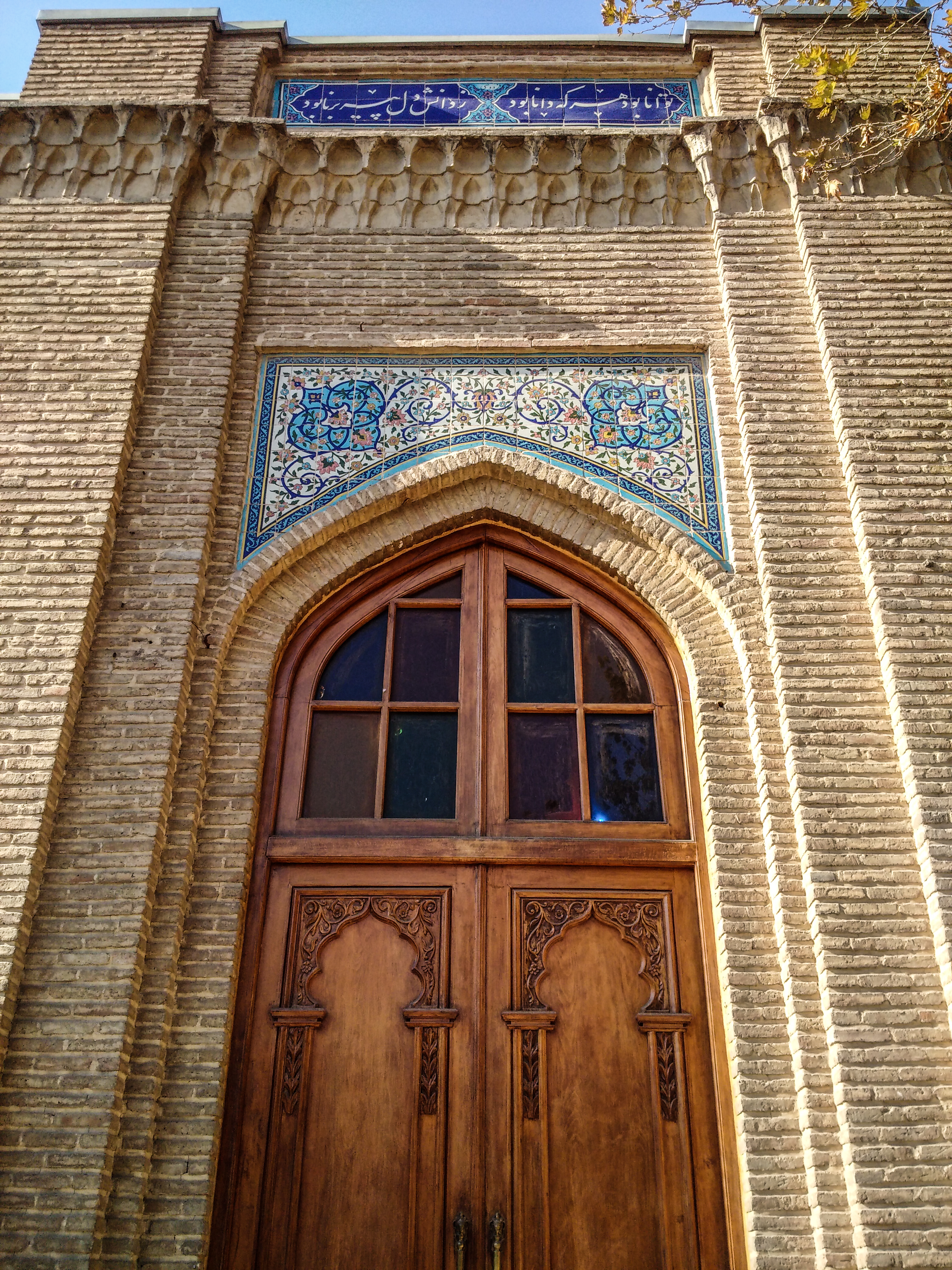
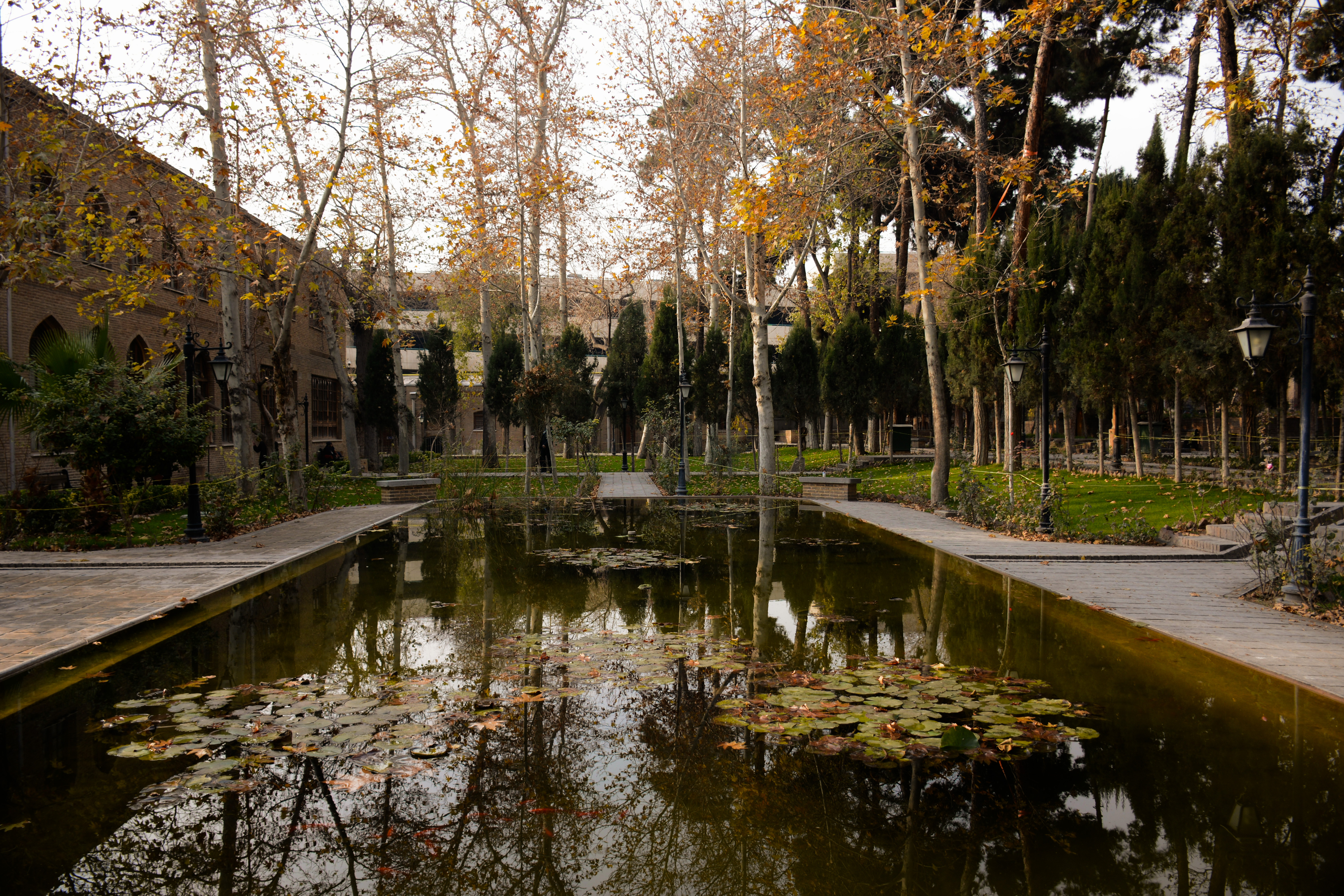
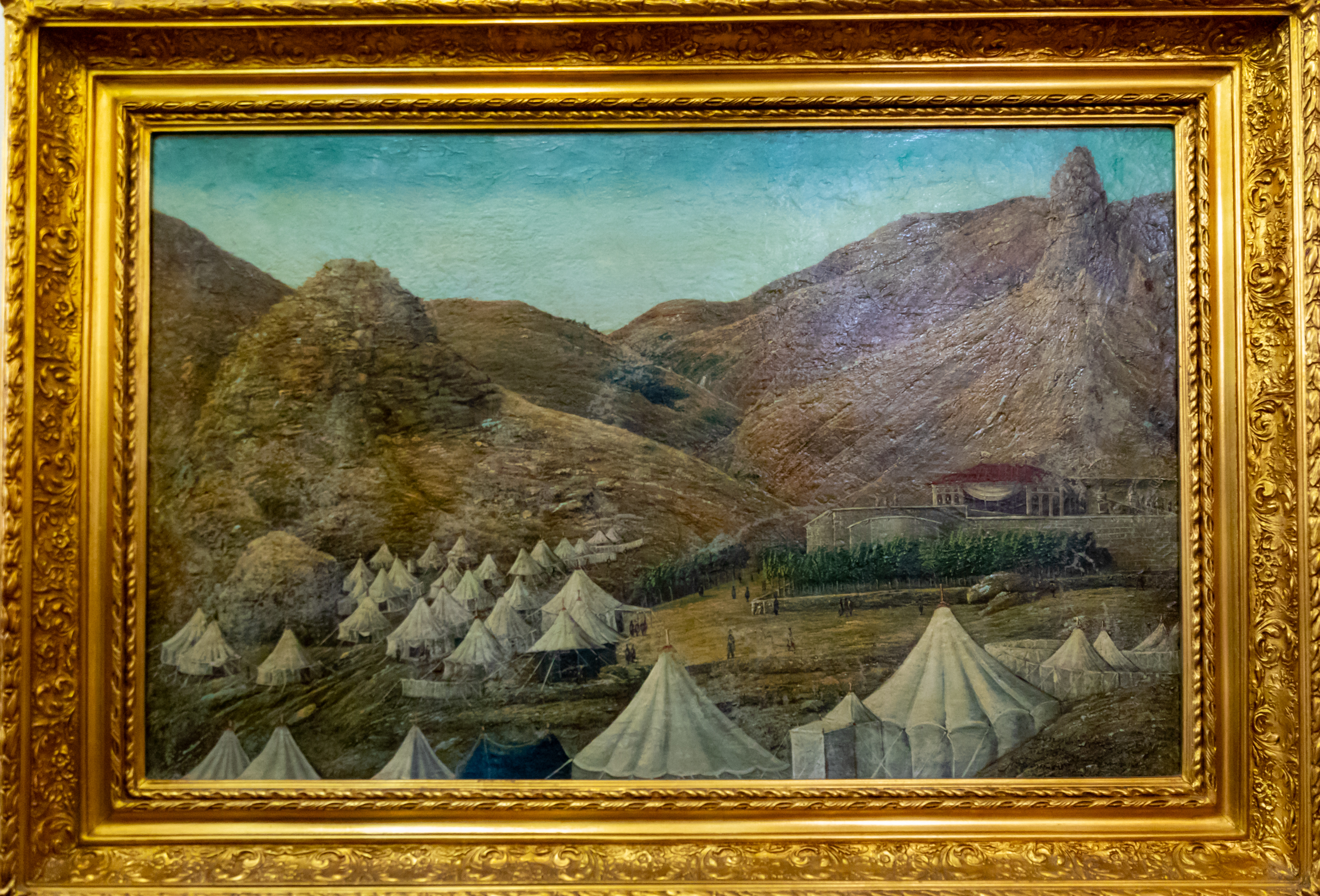

## طالع أيضًا
- شريحة نصير الدين شاه[الإنجليزية]